# Gram (criptomoneda)
|  | Per a altres significats, vegeu «Gram_(desambiguació)». |

Gram era un projecte criptomoneda dels germans Pável i Nikolái Durov. Formava part del conglomerat de serveis de Telegram Open Network (TON). El sistema de pagaments era basat parcialment en Ethereum i s'hauria integrat com a moneder en l'aplicació de missatgeria Telegram.
L'any 2018 l'empresa va recaptar 1.700 milions de dòlars, el dineral més alt en la història de les cadenes de blocs per uns mesos. Volia llançar la xarxa principal a la fi d'octubre de 2019, però la Comissió de Borsa i Valors (SEC) nord-americana la va impedir amb un procediment d'urgència l'11 d'octubre. Després d'anys d'embolics amb la Comissió de Borsa i Valors, al maig de 2020, Gram va abaixar la persiana. Pável Dúrov, el fundador, va dir en aquest ocasió: «És possible que veieu llocs que fan servir el meu nom o la marca Telegram o l'abreviatura 'TON' per promoure els seus projectes. No els confieu amb els vostres diners o dades.» En un arranjament amb la SEC, a mitjan 2022 van haver de tornar 1.200 milions de dòlars als inversors i pagar una multa de 18,5 milions.

## Història
Prèviament, Pàvel Dúrov ja havia volgut crear un sistema de pagaments dins de la xarxa social russa VK, idea que va ser rebutjada per pressions internes. Anys després va crear la missatgeria Telegram, en la qual inverteix un milió de dòlars d'estalvis personals, per al manteniment mensual. Una de les propostes fou la de mantenir el servei mitjançant comissions en la venda d'aplicacions o jocs dins del servei. Pel 2019, al canal de Telegram, Dúrov va esmentar a aquest any com «el més important en la història» sense indicar res en concret.
A la fi de 2017 diversos mitjans com TechCrunch i Forbes van aconseguir un llibre blanc filtrat sobre un possible llançament d'una xarxa de pagaments sense intervenció de tercers, anomenat Telegram Open Network (TON), previst per al començament de 2019.
Dues empreses noves, Telegram Group Inc i TON Issuer Inc van ser encarregades de la recaptació. L'abril de 2018, CoinDesk va reportar que hi va poder invertir sense obstacles majors. No obstant això, l'organització no ho anuncià públicament per esquivar els organismes de control d'operacions financers. Aquest comunicat va ser recollit pel diari The Wall Street Journal, que ho daten al maig de 2018, i assenyalava que s'enfocava principalment en els serveis financers, tipus Visa o MasterCard. L'abril de 2018, Telegram va registrar la marca Gram per l'empresa matriu Telegram Messenger a la Unió Europea i els Estats Units.
El gener de 2019 The Bell va confirmar que TON llançaria la xarxa principal després de la fi de les proves. Mentrestant, l'abril del mateix any se'n va fer un assaig privat entre experts i socis propers, que van testimonejar «que les transaccions eren molt ràpides».
Al setembre de 2019 es va posar en marxa el lloc web d'assaig, amb documentació sobre el sistema per Nikolái Dúrov, i es va llançar part del codi font de TON a Github. A la fi d'aquest mes es va realitzar un concurs per corregir errors a Gram. El premi màxim era de quatre-cents mil dòlars. L'octubre de 2019 la SEC va anunciar mesures d'emergència per aturar el llançament de Gram per mor de les irregularitats en el registre d'ingressos.

### Recaptacions
Segons l'informe de la Comissió de Borsa i Valors recopilada per Bloomberg i el Financial Times, la primera recaptació va atènyer 850 milions de dòlars provinents de 81 inversors, la unitat de Gram equivalia a 0,38 dòlars. La següent va atènyer 850 milions de 94 inversors amb la unitat equivalent a 1,33 dòlars. CNBC va considerar com la recaptació més alta en la història de les cadenes de blocs entre abril i maig de 2018. Va ser superat per Block.one amb 4.000 milions de dòlars el mes següent.
Hi van invertir, entre d'altres, l'empresa xinesa The9, que va adquirir 5.297 milions de criptovalor a 2.000 milions de dòlars, i firmes capitalistes de Silicon Valley. L'abril de 2018 els inversors de tecnologia Sergéi Solonin i David Yakobashvili van admetre públicament que hi van invertir $17 milions i $10 milions. Segons la revista Forbes, el gener de 2019 es van invertir més de 500 milions de dòlars en el desenvolupament de TON i més 100 milions en l'aplicació Telegram.
Els inversors van signar un contracte, que es va filtrar al diari The New York Times l'agost de 2019, pel qual l'empresa havia d'estrenar-se abans del 31 d'octubre d'aquest any, o hauria de retornar els diners als inversors. El contracte també prohibia la venda de criptovalors abans del llançament oficial. El 24 d'octubre de 2019 Forbes i RBC van confirmar que els inversors van acordar ajornar el límit a sis mesos.

## Característiques
L'enviament de grams seria confiat a la sucursal TON Reservi. En cas que l'empresa es declari en fallida serà transferida per una altra. Segons RBC (Rússia) i TechCrunch (EUA), com a part de TON farà servir la cadena de blocs multinivell. Gairebé la meitat dels cinc mil milions de tcriptovalors, el total final, seran distribuïts i no minats a través de validadores. Les transaccions es verificaran en un dels nodes TON. El gram inicial tenia un valor fixat a 0,10 dòlar americà, els següents valors valdran la milmilionèsima part addicional del valor original. Matemàticament es representa com {\displaystyle P_{n}=0.1\centerdot (1+10^{-9})^{n}}{\displaystyle n}, sent la quantitat de criptovalors enviats. La seu legal s'hauri establert al Regne Unit i hauria hagut de complir les lleis d'aquest país per crear moneders i vincular amb el compte de l'aplicació de missatgeria. A més, adverteix que Telegram no es responsabilitzarà de les comissions dels validadors o el pagament d'impostos.

## Oferta de moneda inicial
Des del seu anunci inoficial, va haver-hi casos d'especulació en intentar crear llocs per intercanviar la moneda o comprar participacions de l'oferta inicial de Gram. Alguns d'ells amb la intenció d'estafar. Per evitar intents de frau, després de la recaptació de 2018, la criptomoneda no estava en la venda al públic general. Dúrov va demanar als usuaris de Twitter que informessin de qualsevol intent de frau amb serveis no autoritzats fins a l'anunci oficial.
El juliol de 2019 TNW va reportar que un de les empreses properes, Gram Asia, va anunciar en l'àmbit global la prevenda de criptovalors a Liquid. No obstant això, aquest cas no ha estat acreditat per l'equip oficial. El conseller delegat de Liquid va reconèixer, en una entrevista per Cointelegraph, com a «natural» l'aposta de venda i les conspiracions sobre el llançament de la criptomoneda.

## Recepció
La criptomoneda va rebre suport d'empreses per accelerar la quantitat de processos per minuts, entre ells, l'abril 2019 hi havia Wirecard. El 2020, va palesar que Wirecard era una construcció fraudulenta. El director Markus Braun va ser arrestat i acusat de falsejar vendes i comptes bancaris. Va fer fallida amb un deute de 4000 milions d'euros.
No obstant això, Gram va ser rebut amb escepticisme pel seu secretisme i la seva relació al terrorisme. Un report de Middle East Mitjana Research Institute va advertir que la criptomoneda tenia potencial en organitzacions terroristes i van recomanar prendre mesures igual que l'aplicació de missatgeria.